# George Formby Sr
George Formby, né James Lawler Booth, né le 4 octobre 1875 et mort le 8 février 1921, est un comédien et chanteur de théâtre musical anglais, connu comme l'un des plus grands interprètes de music-hall du début du XXe siècle. Son humour jouait sur les stéréotypes du Lancashire et il est populaire dans toute la Grande-Bretagne. Son surnom, « Le Rossignol de Wigan », lui est attribué en raison de la façon dont il utilisait sa toux bronchique comme procédé comique dans son spectacle.